# Danny Howells

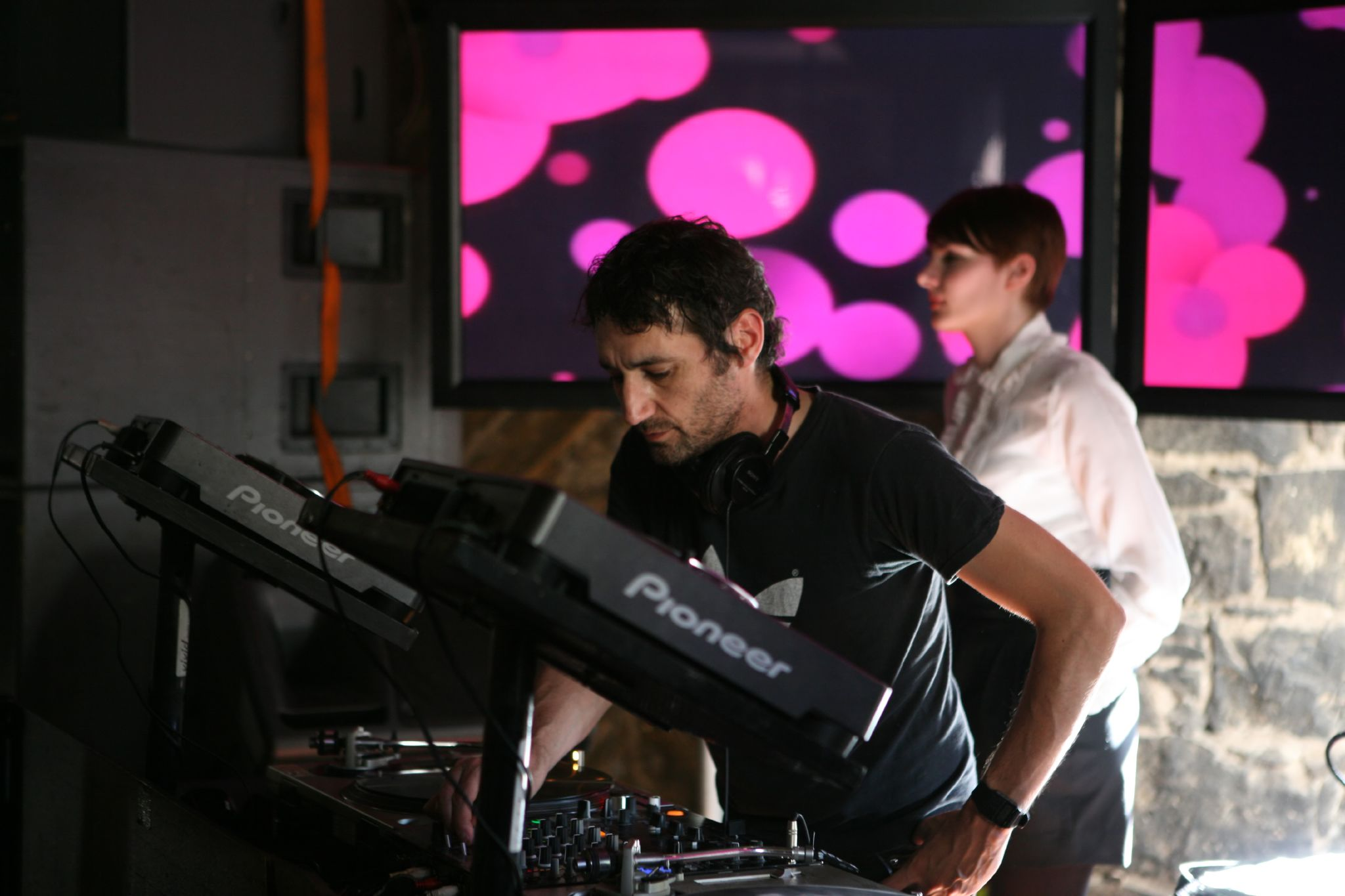
Danny Howells

Danny Howells (* 24. November 1970 in Hastings) ist ein englischer House-DJ und -Produzent.
Seine Karriere begann an John Digweeds „Bedrock Nights“, an der Seite von Pete Tong. Bekannt wurde er vor allem als Resident-DJ an den „Renaissance“-Partys und im New Yorker Club „Arc“. Als Remix-Produzent hat er Eigeninterpretationen von Liedern von Robbie Williams und David Morales gemacht. Zusammen mit Dick Trevor produziert er Musik unter dem Namen Science Dept.